# Spiradiclis
Spiradiclis är ett släkte av måreväxter. Spiradiclis ingår i familjen måreväxter.

## Dottertaxa tillSpiradiclis, i alfabetisk ordning[1]
- Spiradiclis arunachalensis
- Spiradiclis baishaiensis
- Spiradiclis balansae
- Spiradiclis bifida
- Spiradiclis caespitosa
- Spiradiclis chuniana
- Spiradiclis coccinea
- Spiradiclis cordata
- Spiradiclis corymbosa
- Spiradiclis cylindrica
- Spiradiclis emeiensis
- Spiradiclis ferruginea
- Spiradiclis fusca
- Spiradiclis guangdongensis
- Spiradiclis hainanensis
- Spiradiclis howii
- Spiradiclis laxiflora
- Spiradiclis leptobotrya
- Spiradiclis loana
- Spiradiclis longibracteata
- Spiradiclis longipedunculata
- Spiradiclis longzhouensis
- Spiradiclis luochengensis
- Spiradiclis malipoensis
- Spiradiclis microcarpa
- Spiradiclis microphylla
- Spiradiclis napoensis
- Spiradiclis oblanceolata
- Spiradiclis petrophila
- Spiradiclis purpureocaerulea
- Spiradiclis rubescens
- Spiradiclis scabrida
- Spiradiclis seshagirii
- Spiradiclis spathulata
- Spiradiclis tomentosa
- Spiradiclis umbelliformis
- Spiradiclis villosa
- Spiradiclis xizangensis
- Spiradiclis yunnanensis